# Вилар-де-Пердизеш
Вилар-де-Пердизеш (порт. Vilar de Perdizes)  —  населённый пункт и район в Португалии,  входит в округ Вила-Реал. Является составной частью муниципалитета  Монталегре. По старому административному делению входил в провинцию Траз-уж-Монтиш и Алту-Дору. Входит в экономико-статистический  субрегион Алту-Траз-уш-Монтеш, который входит в Северный регион. Население составляет 532 человека на 2001 год. Занимает площадь 25,56 км².